# 4Matic

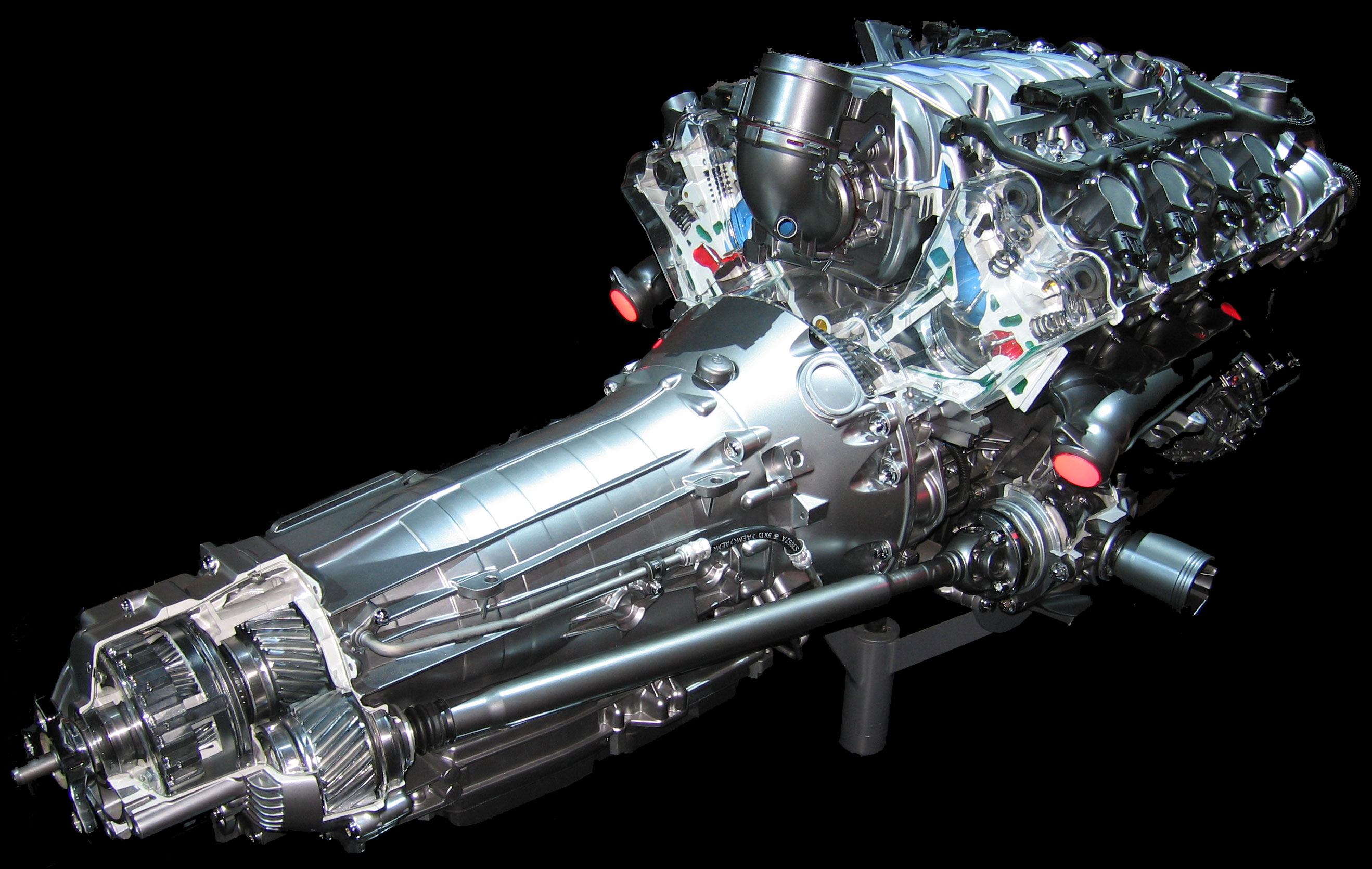
Коробка передач і двигун V8 на приводі «4MATIC»

4Matic® (походить від англ. 4-wheel drive та automatic), стилізоване як 4MATIC — маркетингова назва системи постійного повного приводу німецького концерну Daimler AG, яка забезпечує розподіл крутного моменту від двигуна на усі колеса автомобіля. Назва є зареєстрованим товарним знаком. Технологія розроблена інженерами Mercedes-Benz разом з компанією Steyr-Daimler-Puch (тепер Magna Steyr), яка займалась складанням G-класу в Австрії.
Майже усі автомобілі із системою повного приводу «4MATIC» оснащуються автоматичною коробкою перемикання передач. Система «4MATIC» поділяється на два різновиди: для легкових автомобілів та позашляховиків і є доступною на моделях A-, B-, C-, Е-, G-, S- (та колишнього CL), GLA-, GLK- (тепер GLC), M- (тепер GLE), GL- (тепер GLS), CLA-, CLS-класів, а також Vito (і Viano).
У 2016 році компанія Mercedes-Benz представила нову модифікацію системи під назвою «4MATIC+» з можливістю відключення повного привода (у цьому випадку автомобіль стає задньоприводним).

## Історична довідка

Схема системи «4MATIC» на автомобілі Mercedes-Benz W124
1. Двигун
2. Муфта зчеплення
3. Центральний дифференціал

Історія системи 4MATIC  налічує 5 поколінь. За даними компанії-виробника, задовго до її появи (у 1903 році) німецький інженер Пауль Даймлер (старший син знаменитого конструктора і винахідника Готтліба Даймлера) розробив ескізні проекти для автомобілів з повним приводом. Уже в 1907 році компанія DMG представила вантажівку Dernburg-Wagen, яка вважається першим у світі вантажним автомобілем з повним приводом.
У 1951 році у концерні Daimler AG розпочалось виробництво чотириколісної вантажівки Unimog, що спочатку призначена була для сільськогосподарського використання й оснащалась приводом на всі колеса.
Перше покоління системи «4MATIC» було представлене на Франкфуртському автосалоні 1985 року, а серійно з'явилось у 1986 на Mercedes-Benz W124 у модифікації 300E. Система містила у собі блокований міжосьовий диференціал типу «Ferguson» із розподіленням крутного моменту між передньою і задньою осями 35/65 і блокований задній міжколісний диференціал 50/50. Передній диференціал було залишено вільним з міркувань безпеки та стабільності керування. Блокування диференціалів здійснювалось гідропідтискними муфтами; увімкнення муфт проводилось за допомогою швидкодійної електрогідравлічної системи, а управління всією системою — від окремого комп'ютера за даними, що надходили від давачів швидкостей 3-канальної ABS і давача кута повороту керма. Передбачалися три послідовних режими роботи: 1) обидва диференціали вільні; 2) міжосьовий диференціал заблокований; 3) заблоковані і міжосьовий, і задній міжколісний диференціали (інформація про наявність перехідних режимів відсутня). При гальмуванні обидва диференціали розблокувалися. Співвідношення крутних моментів 35/65 робило машину практично задньоприводною для водія, а спрацьовування системи з переходом у режими 2 і 3 у першу чергу було спрямоване на впевнений розгін, а не на активну їзду з бічними ковзаннями. Система 4MATIC була доступною як опція увесь період випуску серії W124, і не лише на моделі 300E, а й на усіх її модифікаціях з 2,6 та 3,0-літровими шестициліндровими бензиновими і дизельними двигунами. На модифікаціях з чотири- і восьмициліндровими бензиновими силовими агрегатами і п'ятициліндровим дизельним двигуном повний привод «4MATIC» не застосовувався.
Друге покоління знайшло своє застосування на автомобілі Mercedes-Benz W210 з 1997 року. Модель під замовлення оснащувалась постійним повним приводом з диференціалами вільного типу і симуляцією блокування міжосьових діфереціалів за допомогою системи контролю тяги. Протибуксувальний контроль досягався за допомогою технології ETS (англ. Electronic Traction System), робота якої є аналогічною до електронного блокування диференціала. При спрацьовуванні система імітує блокування міжколісних диференціалів шляхом підгальмовування коліс, які буксують. При цьому крутний момент на колесі з кращим зчепленням збільшується, чим досягається впевнений розгін з місця та прискорення на дорогах з поганим покриттям, тобто стійке керування автомобілем у складних умовах. Система встановлювалась лише на автомобілях з лівостороннім розташуванням рульового колеса. Як стандартне оснащення була присутня на моделях M-класу (W163), запущених у продаж з 1997 року.
Третє покоління з'явилось у 2002 році на автомобілях С- (W203), Е- (W211) та S-класів (W220). На них встановлювався постійний повний привід і диференціали вільного типу. Рух автомобіля контролювався системою курсової стійкості. Додатково могла встановлюватись система контролю тягового зусилля.
«4MATIC» у четвертому поколінні була представлене на автомобілі S550 4MATIC 2006 року.
У 2013 році побачило світ п'яте покоління системи «4MATIC». Якщо раніше передня вісь відбирала потужність у задньої, то у новій версії все навпаки: привод є не постійним, а з можливістю підключення. Першими автомобілями, на які встановили нове покоління «4MATIC», стали CLA 45 AMG і Mercedes-Benz GL 500.
У 2016 році концерн Daimler AG анонсував високопродуктивну модель E63 AMG S 4MATIC+ (W213) з новою версією повного привода та з можливістю повного відключення. Багатодискова муфта з електронним керуванням даної модифікації дозволяє повністю відмикати подавання зусилля на передні колеса автомобіля.

## Конструктивні особливості

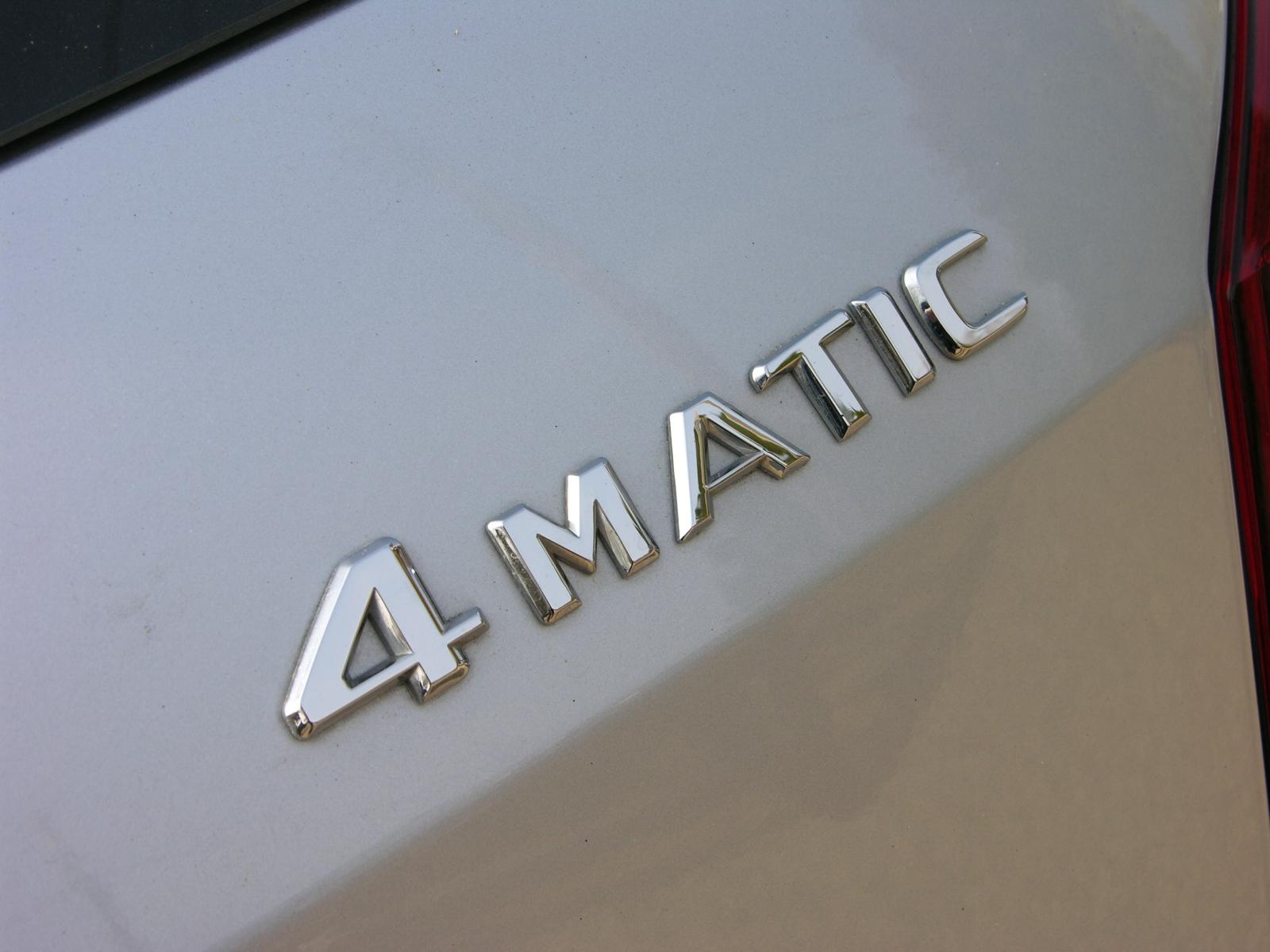
Шильдик на автомобілях Mercedes-Benz із системою «4MATIC»

Система «4MATIC» створена для забезпечення стабільності автомобіля на дорозі та керованості у будь-яких ситуаціях: на початку руху, розгоні, при поворотах на снігу, по покритій льодом чи вологій дорожній поверхні та під час буксирування причепа.
Система постійного повного приводу «4MATIC» працює у парі з електронною системою регулювання динамічних характеристик автомобіля, що складається з електронної системи стабілізації ESP та електронної системи керування тяговим зусиллям 4ETS (англ. 4-wheel Electronic Traction System). Система 4ETS, взаємодіючи з антиблокувальною системою (ABS) і системою контролю швидкості при спуску (DSR), оптимально розподіляє крутний момент між усіма чотирма колесами, забезпечуючи їх зчеплення з дорогою, рельєф та стан якої постійно змінюється.
Система «4MATIC» третього покоління дозволяє подавати крутний момент одночасно до усіх коліс з таким розподілом:
- для легкових автомобілів (крім Mercedes-Benz W221) і кросоверів — 40:60 (40 % — на передні колеса, 60 % — на задні)[15][16][17];
- для GL[18], ML і R-класів[19] — 50:50;
- для S- і V-класів — 45:55[4];
- для продуктів підрозділу Mercedes-AMG (система AMG Performance 4MATIC), таких як E63 AMG, CLS63 AMG (Shooting Brake), S63 AMG (Coupé) — 33:67[4].

Коефіцієнт тертя μ становить 0,9 на сухій і 0,3 на засніженій дорогах.
Повний привод «4MATIC» третього покоління складається з:
- автоматичної коробки передач;
- роздавальної коробки;
- карданної передачі на передню вісь;
- карданної передачі на задню вісь;
- головної передачі й заднього міжколісного диференціала;
- головної передачі й переднього міжколісного диференціала;
- півосей задніх коліс.

Центральним конструктивним елементом системи «4MATIC» є роздавальна коробка, що забезпечує безступінчастий розподіл крутного моменту до осей автомобіля. Роздавальна коробка об'єднує дворядну планетарну передачу (виконує у коробці функцію несиметричного міжосьового диференціала), циліндричні зубчасті колеса, а також приводні вали. Приводний вал сполучений з водилом планетарного редуктора. Вал привода задньої осі урухомлюється від сонячного (центрального) зубчастого колеса більшого діаметра. Вал привода передньої осі є порожнистим і сполучений із сонячним зубчастим колесом малого діаметра, з іншого боку за допомогою циліндричних зубчастих коліс сполучений з карданною передачею передньої осі.
Четверте покоління «4MATIC» використовує циліндричний диференціал, «підблокований» некерованим дводисковим фрикціоном, який забезпечує розподіл підведеного крутного моменту між осями у пропорції 45:55 на користь задніх коліс. При розгоні на однорідному слизькому покритті фрикціон блокує міжосьовий диференціал, додаючи автомобілю стабільності. У випадку, якщо різниця крутних моментів між передньою і задньою осями перевищує 50 Н•м, фрикціон пробуксовує — наприклад, у поворотах. Колеса при цьому не проковзують — роботу по керуванню тягою доповнює електронна система 4ETS за допомогою робочих гальм. Системи ESP, ASR і 4ETS у новій конструкції відкалібровані так, щоб брати участь у керуванні автомобілем в останній момент, що забезпечує максимальну доступність крутного моменту від двигуна. Автомобіль Mercedes-Benz W204 став другим у лінійці продуктів Mercedes-Benz, яких оснастили компактною трансмісією 4MATIC четвертого покоління.
П'яте покоління системи повного привода «4MATIC» є зовсім новою розробкою на передньоприводній архітектурі з поперечно розташованим спереду двигуном. Її основний принцип роботи полягає у наступному: система активується так часто, як це потрібно, і при цьому якомога рідше. Якщо умови дозволяють автомобілю рухатись виключно на передньому приводі — так воно і відбувається. В іншому випадку крутний момент миттєво перекидається на задню вісь. Коли там у ньому відпадає потреба, наприклад при різкому гальмуванні із втручанням ABS, перекидання потужності у зворотному напрямі відбувається так само швидко (за лічені мілісекунди). Система приходить на допомогу у випадку недостатньої чи надлишкової повертальності і використовує перерозподіл крутного моменту для стабілізації автомобіля — до того як втрутяться ESP та система керування тягою 4ETS.
Відбором потужності на задню вісь займається блок PTU (англ. power take-off unit), вбудований у роботизовану коробку передач 7G-DCT з подвійним зчепленням. Блок PTU вийшов дуже компактним, і він має спільну з коробкою систему змащування, за рахунок чого була досягнута 25-процентна економія маси.
В нормальних умовах крутний момент розподіляється між передньою і задньою осями у пропорціях від 100:0 до 50:50. Так, в умовах прискорення автомобіля з повним навантаженням на швидкості 50 км/год відношення змінюється на 60:40, при швидкому проходженні поворотів стає 50:50, при втраті зчеплення з дорогою передніх коліс — 10:90, у випадку різкого гальмування з ABS — 100:0.